# Pulsatilla vernalis
Pulsatilla vernalis (сон весняний) — вид квіткових рослин з родини жовтецевих (Ranunculaceae).

## Опис
Рослина 5-20 см заввишки. Кореневі листки на коротких або досить довгих, негусто волосистих черешках, трійчасті з сидячими бічними сегментами і середніми на ніжках, сегменти оберненояйцеподібні з клиноподібною основою, бічні двороздільні, середні з нечисленними зубцями, шкірясті, слабоволосисті або майже голі. Стебла здебільшого підняті, прямі або дещо вигнуті, відстовбурчені-волосисті.
Квітконоси короткі, при плодах сильно подовжуються; квітки спочатку пониклі, пізніше прямі, дзвіночкоподібні; оцвітина проста, шестипелюсткова, з вузькояйцеподібними пелюстками 1,5-3,2 см завдовжки, які спочатку сходяться, пізніше розчепірені. Пелюстки всередині білі, зовні ніжно-фіолетові, рожеві або блакитні, з опушенням. Тичинки численні, зеленувато-жовті, вдвічі коротші листочків оцвітини. Цвіте в травні — червні.
Плоди довгасті, завдовжки 3-5 мм, з жовтими волосками та востю 4 см завдовжки.

## Поширення
Вид поширений в Північній Європі, гірських районах Південної та Центральної Європи, на Балканах та в Малій Азії. Росте в світлих соснових лісах.

## Символіка
Pulsatilla vernalis є офіційною квіткою-символом норвезького фюльке Оппланн, шведського ландскапу Гер'єдален та фінської провінції Південна Карелія.